# Autobus de Budapest
L'autobus de Budapest couvre l'ensemble de la région Budapest.
Il est exploité par les sociétés Budapesti Közlekedési Zrt. pour son agglomération la plus proche et par Volánbusz pour les liaisons suburbaines.